# Suzan Daniel
Suzan Daniel (née Suzanne De Pues à Bruxelles en 1918 et morte à Uccle le 15 novembre 2007) est une militante belge lesbienne à l'origine du premier groupe homosexuel de Belgique.

## Biographie
Suzan Daniel est la première femme critique de cinéma belge. Son pseudonyme est inspiré du prénom de l'actrice Danielle Darrieux.
Elle baigne dans l'environnement homosexuel bruxellois des années 1930, dont elle devient progressivement une leader.
En 1953, elle assiste au Comité international pour l'égalité sexuelle qui se déroule à Amsterdam, qui l'incite à fonder le Centre culturel de Belgique (CCB), premier groupe homosexuel de Belgique, dédié non pas au militantisme politique mais aux rencontres et aux activités culturelles à destination des personnes homosexuelles. Elle lance ainsi le mouvement homosexuel en Belgique. Seule femme parmi les personnes de la direction, elle quitte cependant l'association l'année suivant sa création en raison du sexisme qu'elle y vit, et elle se retire du milieu LGBT, tombant ensuite dans l'oubli. La même année, en 1954, le CCB est renommé Centre de loisirs et culture par les hommes restants, et devient progressivement à majorité francophone et masculine.
Le nom du Centre de culture et de loisirs belges ne fait délibérément pas référence à l'homosexualité afin de ne pas choquer la société[réf. nécessaire].
En 1996, un fonds d'archive homosexuel est créé et nommé en son hommage.
En 2019, la nouvelle passerelle passant au dessus du canal de Willebroeck à Bruxelles, permettant de relier Tour et Taxis à la gare du Nord, est nommée pont Suzan Daniel en son honneur.